# Rozłącznik bezpiecznikowy
Rozłącznik bezpiecznikowy (ang. fuse-switch) – aparat elektryczny z wymiennymi wkładkami topikowymi stosowany do zabezpieczeń instalacji elektrycznych. Technicznie w rozłączniku bezpiecznikowym jest mechaniczne połączenie rozłącznika i oprawy bezpiecznikowej w której umieszczone są bezpieczniki topikowe. Służy do rozłączania obwodów w stanie bezprądowym jak do wyłączania prądów roboczych i zwarciowych. W stanie bezprądowym wyjęcie wkładek rozłącznika bezpiecznikowego stwarza widoczną przerwę izolacyjną jak w przypadku odłącznika.
Stosowane są w sieciach rozdzielczych, rozdzielnicach głównych w budynkach wielorodzinnych, w instalacjach elektroenergetycznych przemysłowych i innych. Na rynku występuje wiele odmian takich łączników o bardzo dobrych właściwościach technicznych, wytwarzanych przez różne firmy. Niektóre konstrukcje rozłączników mają cechy aparatów dwuczłonowych, składają się bowiem z:
- podstawy ze stykami przyłączeniowymi i stykami wtykowymi stałymi ("szczękowymi") oraz z komorami gaszeniowymi.
- pokrywy ruchomej, często odejmowanej, na której są mocowane wkładki bezpiecznikowe będące częścią układu zestykowego rozłącznego, z częścią napędu i dźwignią ręczną.

Umieszczenie bezpieczników oraz styków rozłącznych na ruchomej pokrywie umożliwia bezpieczną wymianę wkładek bezpiecznikowych oraz wykonywanie przeglądów i napraw zestyków bez wyłączania całej rozdzielnicy spod napięcia. Po wyjęciu pokrywy rozłącznik staje się łącznikiem izolacyjnym w stanie otwartym. Podczas prac remontowych i konserwacyjnych można założyć specjalną pokrywę zwierającą ze sobą i uziemiającą wszystkie żyły przewodów fazowych.

## Podział i typy
Rozłączniki bezpiecznikowe są w powszechnym obrocie skrótowo nazywane „rozłącznikami” jeżeli wkładki bezpiecznikowe są w układzie poziomym oraz „listwami” jeżeli wkładki bezpiecznikowe są w układzie pionowym przeznaczonym do montażu bezpośrednio na szynach zbiorczych. W ten sposób wyróżnić można dwie podstawowe grupy rozłączników bezpiecznikowych:
- Rozłączniki bezpiecznikowe NH
- Rozłączniki bezpiecznikowe listwowe NH

## Przykłady
- Rozłączniki bezpiecznikowe QSA firmy Eaton Electric - [2]
- Rozłącznik bezpiecznikowy LTS firmy Eaton Electric z podstawami 3-biegunowymi dla wkładek NH.
  - LTS-...-F do montażu na płycie (np. LTS-160/00/3-F)
  - LTS-...-R z uchwytami do montażu na szyny z odstep 60 mm (np. LTS-160/00/3-R)[3]
- Rozłącznik bezpiecznikowy Z-SLS/CB[4] firmy Eaton Electric - Budowane jako 1-, 2- i 3-biegunowe na prądy znamionowe do 63 A. Zdolność łączeniowa 50 kA. Dzięki wykorzystaniu wkładki topikowej (D0 2...63A), aparaty te sprawdzają się np. jako zabezpieczenie przedlicznikowe oraz w ochronie ograniczników przepięć.
- Rozłącznik bezpiecznikowy Z-SLS/CEK
- Rozłączniki izolacyjne bezpiecznikowe SPX-D[5] firmy Legrand - przeznaczona do zabezpieczania urządzeń i kabli przed skutkami zwarć i przeciążeń za pomocą nożowych wkładek bezpiecznikowych typu NH (wkładki topikowe nożowe do zabezpieczenia przed przeciążeniem i zwarciem). Gama rozłączników izolacyjnych SPX-D obejmuje 4 wykonania rozłączników na prądy znamionowe od 160 A do 630 A w 3 wielkościach wymiarowych: SPX-D 160 A, SPX-D 250 A, SPX-D 400 A i SPX-D 630 A. Aparaty są dostępne w wykonaniach 3P i 3P+N, przystosowane do montażu w szafach XL3 na podstawach montażowych, a w przypadku SPX-D 160 A na podstawie montażowej lub na wsporniku TH35. Służą do rozłączania obwodów pod obciążeniem.